# گروبیشنو پلیه
گْروبیشنو پُلیه (به کرواتی: Grubišno Polje) شهری در بیلوار-بیلگرا کشور کرواسی است که جمعیت آن در سال ۲۰۱۱ میلادی ۶٬۴۳۱ نفر بوده‌است.